# Sabina Poulsen
Sabina Poulsen (ur. 23 października 1983 w Krotoszynie) – polska blogerka i osobowość medialna. Autorka przewodników turystycznych, korespondentka radiowa z Wysp Owczych.

## Życiorys
Urodzona i wykształcona w Polsce, w 2005 roku wyemigrowała na Wyspy Owcze. Prowadzi bloga o życiu codziennym, zwyczajach, kulturze i atrakcjach Wysp Owczych. Jest promotorką kultury i turystyki archipelagu na Północnym Atlantyku na nordyckich festiwalach (Nordic Talking Festival) i międzynarodowych targach turystycznych (World Travel Show), podczas których reprezentuje Wyspy Owcze. Na archipelagu z kolei promuje polską kulturę, zwyczaje i tradycje, angażuje się w pomoc imigrantom, prowadzi „Polski Przystanek na Wyspach Owczych”, działa w organizacjach polonijnych. Stale współpracuje z Dzień Dobry TVN i Onet.pl, gdzie komentuje bieżącą sytuację Polaków na Wyspach Owczych.
W 2017 roku uczestniczyła jako tłumacz i mediator w konflikcie społeczności farerskiej z Remigiuszem Mrozem. Pisarz bez zgody i konsultacji posługiwał się w swojej Trylogii z Wysp Owczych pseudonimem Ove Løgmansbø, będącym nazwiskiem jednego z historycznych, tradycyjnych rodów farerskich, czym spowodował niechęć i oburzenie rodziny Løgmansbø i lokalnej społeczności archipelagu.
Od 2020 roku jest korespondentką Radia Wnet z Wysp Owczych. Wraz z pisarzem i podróżnikiem Sergiuszem Pinkwartem napisała pierwszy polski ilustrowany przewodnik turystyczny po Wyspach Owczych. Jest autorką internetowego informatora dla turystów podróżujących na Wyspy Owcze – owcze.com Od września 2020 członek Stowarzyszenia Dziennikarzy Turystycznych im. Olgierda Budrewicza.
Oficjalna premiera przewodnika „Wyspy Owcze z pierwszej ręki” w czerwcu 2020 została przeniesiona do Internetu z powodu pandemii Covid19. Spotkanie dla kilku tysięcy widzów poprowadził aktor i konferansjer Jacek Rozenek. Za tę książkę Sabina Poulsen otrzymała Nagrodę Magellana 2021 w kategorii Najlepszy Przewodnik Ilustrowany podczas 13. edycji konkursu. Podczas Międzynarodowej Gali Polonijnej w Rzymie 22 października 2022 w Domu Polskim im. Jana Pawła II otrzymała statuetkę Osobowość Polonijna Roku 2022.

## Książki
- Wyspy Owcze z pierwszej ręki. Praktyczny przewodnik turystyczny, Wydawnictwo Lara Books, data wydania: 2020, ISBN 978-83-955818-0-9

## Nagrody
- Nagroda Magellana (2021) w kategorii Najlepszy Przewodnik Ilustrowany za Wyspy Owcze z pierwszej ręki. Praktyczny przewodnik turystyczny (razem z Sergiuszem Pinkwartem)
- Statuetka Osobowość Polonijna Roku im. Edyty Felsztyńskiej (2022)